# Kikkan Randall
Kikkan Lewis Randall (Salt Lake City, 31 dicembre 1982) è un'ex fondista statunitense.
Grazie alla medaglia d'argento mondiale vinta nella sprint individuale di Liberec 2009 è divenuta la prima donna statunitense a vincere una medaglia nello sci di fondo ai Campionati mondiali.
È nipote di Betsy e Chris Haines, a loro volta fondisti di alto livello.

## Biografia
Kikkan Randall è nata a Salt Lake City mentre sua madre studiava alla locale università; la sua famiglia tornò nell'originaria Alaska poco dopo la sua nascita e la Randall iniziò fin dall'infanzia la pratica agonistica.

### Stagioni 2000-2005
Ha debuttato in campo internazionale ad alto livello ai Mondiali juniores del 2000, a Štrbské Pleso; in Coppa del Mondo ha esordito il 14 gennaio 2001 nella sprint a tecnica libera di Soldier Hollow (24ª); nello stesso anno ha partecipato ai Mondiali di Lahti, senza conseguire risultati di rilievo.
Ha fatto il suo debutto olimpico, diciannovenne, in occasione dei XIX Giochi olimpici invernali di Salt Lake City 2002 (44ª nella sprint, 60ª nell'inseguimento); nelle successive edizioni dei Mondiali (Val di Fiemme 2003, Oberstdorf 2005) non ha ottenuto piazzamenti nelle prime dieci.

### Stagioni 2006-2008
Nel 2006 ha vinto i suoi primi titoli nazionali (5 km a tecnica libera, 10 km a tecnica classica) e ai XX Giochi olimpici invernali di Torino 2006 è stata 53ª nella 10 km, 9ª nella sprint, 10ª nella sprint a squadre e 14ª nella staffetta. Il suo piazzamento nella sprint è stato il miglior risultato nello sci di fondo ai Giochi olimpici marcato da una statunitense. Il 7 marzo si è piazzata per la prima volta tra le prime dieci in una gara di Coppa del Mondo, la sprint a tecnica libera di Borlänge (5ª).
Il 21 gennaio 2007 ha ottenuto il primo podio in carriera, chiudendo al terzo posto nella sprint a tecnica libera di Rybinsk; si trattava del miglior risultato in Coppa del Mondo ottenuto fino ad allora da una statunitense. Ai Mondiali di Sapporo non ha ottenuto risultati significativa, ma alcuni mesi più tardi, il 16 dicembre, è stato il momento della sua prima vittoria in Coppa, ancora in sprint e ancora a Rybinsk, in tecnica libera.

### Stagioni 2009-2019
Ai Mondiali di Liberec del 2009 ha vinto la medaglia d'argento nella sprint mentre l'anno successivo ha preso parte ai XXI Giochi olimpici invernali di Vancouver 2010 (23ª nella 30 km, 8ª nella sprint, 6ª nella sprint a squadre, 11ª nella staffetta). Ai Mondiali di Oslo del 2011 ha ottenuto due piazzamenti nelle prime dieci posizioni (9ª sia nella sprint a squadre sia nella staffetta) e ha chiuso la stagione di Coppa del Mondo al terzo posto nella classifica di sprint, che si è poi aggiudicata sia nella stagione seguente, sia nel 2012-2013.
Ai Mondiali della Val di Fiemme del 2013 ha vinto l'oro nella sprint a squadre, mentre ai XXII Giochi olimpici invernali di Soči 2014 si è classificata 28ª nella 30 km, 18ª nella sprint, 8ª nella sprint a squadre e 9ª nella staffetta. Al termine della stagione di Coppa del Mondo ha vinto la sua terza Coppa di specialità, sempre nella sprint. Ai Mondiali di Falun 2015 si è classificata 15ª nella 10 km, 35ª nella sprint e 30ª nello skiathlon; in quelli successivi, Lahti 2017, ha vinto la medaglia di bronzo nella sprint e si è classificata 26ª nella 10 km, 16ª nello skiathlon e 4ª nella staffetta. Ai XXIII Giochi olimpici invernali di Pyeongchang 2018 ha vinto la medaglia d'oro nella sprint a squadre e si è classificata 16ª nella 10 km, 40ª nello skiathlon e 5ª nella staffetta.

## Palmarès

### Olimpiadi
- 1 medaglia:
  - 1 oro (sprint a squadre a Pyeongchang 2018)

### Mondiali
- 3 medaglie:
  - 1 oro (sprint a squadre a Val di Fiemme 2013)
  - 1 argento (sprint a Liberec 2009)
  - 1 bronzo (sprint a Lahti 2017)

### Coppa del Mondo
- Miglior piazzamento in classifica generale: 3ª nel 2013
- Vincitrice della Coppa del Mondo di sprint nel 2012, nel 2013 e nel 2014
- 27 podi (22 individuali, 5 a squadre):
  - 12 vittorie (11 individuali, 1 a squadre)
  - 7 secondi posti (5 individuali, 2 a squadre)
  - 8 terzi posti (6 individuali, 2 a squadre)

#### Coppa del Mondo - vittorie
| Data             | Località             | Nazione   | Spec.                       |
| ---------------- | -------------------- | --------- | --------------------------- |
| 16 dicembre 2007 | Rybinsk              | Russia    | SP TL                       |
| 15 gennaio 2011  | Liberec              | Rep. Ceca | SP TL                       |
| 20 febbraio 2011 | Drammen              | Norvegia  | SP TL                       |
| 3 dicembre 2011  | Düsseldorf           | Germania  | SP TL                       |
| 11 dicembre 2011 | Davos                | Svizzera  | SP TL                       |
| 7 dicembre 2012  | Québec               | Canada    | TS TL (con Jessica Diggins) |
| 8 dicembre 2012  | Québec               | Canada    | SP TL                       |
| 1º febbraio 2013 | Soči                 | Russia    | SP TL                       |
| 9 marzo 2013     | Lahti                | Finlandia | SP TL                       |
| 11 gennaio 2014  | Nové Město na Moravě | Rep. Ceca | SP TL                       |
| 18 gennaio 2014  | Szklarska Poręba     | Polonia   | SP TL                       |
| 1º marzo 2014    | Lahti                | Finlandia | SP TL                       |

Legenda:

TC = tecnica classica

TL = tecnica libera

SP = sprint

TS = sprint a squadre

#### Coppa del Mondo - competizioni intermedie
- 7 podi di tappa:
  - 2 vittorie
  - 4 secondi posti
  - 1 terzo posto

##### Coppa del Mondo - vittorie di tappa
| Data             | Località    | Nazione  | Competizione | Disciplina |
| ---------------- | ----------- | -------- | ------------ | ---------- |
| 29 dicembre 2012 | Oberhof     | Germania | Tour de Ski  | 3 km TL    |
| 1º gennaio 2013  | Val Müstair | Svizzera | Tour de Ski  | SP TL      |

Legenda:

TL = tecnica libera

SP = sprint